# Montauban Challenger 2007
Il Montauban Challenger 2007 è stato un torneo di tennis facente parte della categoria ATP Challenger Series nell'ambito dell'ATP Challenger Series 2007. Il torneo si è giocato a Montauban in Francia dal 2 all'8 luglio 2007 su campi in terra rossa.

## Vincitori

### Singolare
Michael Lammer ha battuto in finale  Thierry Ascione con il punteggio di 1–6, 6–3, 7–6(4)

### Doppio
Marc Fornell Mestres /  Gabriel Trujillo Soler hanno battuto in finale  Adriano Biasella /  Jean-René Lisnard con il punteggio di 6–3, 7–5